# Turó de Can Xarabau
El Turó de Can Xarabau és una muntanya de 183 metres que es troba al municipi de Maçanet de la Selva, a la comarca de la Selva.